# キャロル郡 (オハイオ州)
キャロル郡（英: Carroll County）は、アメリカ合衆国オハイオ州の東部に位置する郡である。2010年国勢調査での人口は28,836人であり、2000年人口と同じだった。郡庁所在地はキャロルトン村（人口3,241人）であり、同郡で人口最大の村でもある。
キャロル郡はカントン・マシロン大都市圏に属している。州内ではアパラチア・オハイオと呼ばれる地域に入っている。郡名はアメリカ独立宣言に署名し、1832年に署名者の最後の生き残りとして死亡したカロルトンのチャールズ・キャロルに因んで名付けられた 。

## 歴史
キャロル郡は1832年12月25日に、コロンビアナ郡、ハリソン郡、ジェファーソン郡、スターク郡、タスカラワス郡の一部を合わせて設立された。
キャロル郡はグレート・トレイルと呼ばれる古代の道に沿ってある。この道はオハイオ川の支流と、エリー湖や内陸平原とを繋いでいる。

## 地理
アメリカ合衆国国勢調査局に拠れば、郡域全面積は398.93平方マイル (1,033.2 km2)であり、このうち陸地394.61平方マイル (1,022.0 km2)、水域は4.32平方マイル (11.2 km2)で水域率は1.08%である。オハイオ州の郡の中で、陸地面積では小さい方から5番目、総面積では最少である。

### 隣接する郡
- コロンビアナ郡 - 北東
- ジェファーソン郡 - 南東
- ハリソン郡 - 南
- タスカラワス郡 - 南西
- スターク郡 - 北西

## 人口動態
以下は2000年国勢調査による人口統計データである。
| 基礎データ - 人口: 28,836人 - 世帯数: 11,126 世帯 - 家族数: 8,155 家族 - 人口密度: 28人/km2（73人/mi2） - 住居数: 13,016軒 - 住居密度: 13軒/km2（33軒/mi2） 人種別人口構成 - 白人: 98.20% - アフリカン・アメリカン: 0.54% - ネイティブ・アメリカン: 0.32% - アジア人: 0.11% - 太平洋諸島系: 0.02% - その他の人種: 0.09% - 混血: 0.71% - ヒスパニック・ラテン系: 0.55% 先祖による構成 - ドイツ系：30.1% - アメリカ人：13.5% - アイルランド系：13.3% - イギリス系：9.8% - イタリア系：6.6% 年齢別人口構成 - 18歳未満: 25.1% - 18-24歳: 7.5% - 25-44歳: 27.5% - 45-64歳: 25.7% - 65歳以上: 14.2% - 年齢の中央値: 39歳 - 性比（女性100人あたり男性の人口） - 総人口: 98.0 - 18歳以上: 95.4 | 世帯と家族（対世帯数） - 18歳未満の子供がいる: 31.9% - 結婚・同居している夫婦: 61.9% - 未婚・離婚・死別女性が世帯主: 7.7% - 非家族世帯: 26.7% - 単身世帯: 22.9% - 65歳以上の老人1人暮らし: 10.4% - 平均構成人数 - 世帯: 2.56人 - 家族: 3.00人 収入と家計 - 収入の中央値 - 世帯: 35,509米ドル - 家族: 41,114米ドル - 性別 - 男性: 31,611米ドル - 女性: 21,285米ドル - 人口1人あたり収入: 16,701米ドル - 貧困線以下 - 対人口: 11.4% - 対家族数: 8.5% - 18歳未満: 17.2% - 65歳以上: 11.1% |

## 郡区

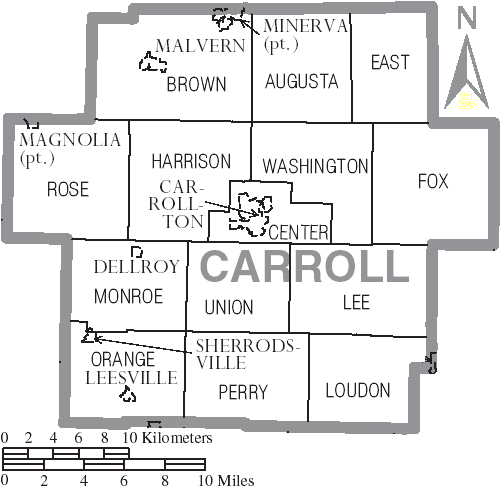
キャロル郡図

キャロル郡は下記14の郡区に分割されている。
| - オーガスタ - ブラウン - センター - イースト - フォックス | - ハリソン - リー - ラウドン - モンロー - オレンジ | - ペリー - ローズ - ユニオン - ワシントン |

### 村
| - キャロルトン - 郡庁所在地 - デルロイ - リーズビル | - マグノリア - マルバーン | - ミナーバ - シェロッズビル |

### 未編入の町
| - オーガスタ - ハーレムスプリングス - キルゴア - リービッツビル | - リンデンツリー - メカニクスタウン - モージェス - ニューハリスバーグ | - パターソンビル - ピーターズバーグ - スクログスフィールド - ワッツビル |

## 文化
毎年8月末から9月初めに掛けて、マルバーン村近くでグレート・トレイル祭が開催されている。植民地時代の歴史を祝うものであり、インディアンやフランス人からの歴史遺産に焦点を当て、バッファローの小さな群れが登場し、戦闘の再現もある。
もう1つの土地の祭として、アルゴンキン・ミル祭がある。キャロルトン村の4マイル (6 km) 南、州道332号線沿いのアルゴンキン・ミルで開催される。ここには教室が1つだけの校舎、水蒸気を動力にした製材所と製粉所など歴史的な建造物がある開拓者村である。手作りの美術品や工芸品が販売され、祭の間に挽かれた小麦粉で作ったパンケーキの朝食や、チキン・バーベキューのディナーが供される。

## 経済
アメリカ合衆国農務省による最近2007年のデータでは、キャロル郡は苗木の生産量で州内第1位、国内でも第10位の郡である。
認可されるか実際に掘削されているユーティカ・シェイル油井の数では州内第1位である。